# Sonata para violino n.º 9 (Beethoven)
A Sonata para violino e piano nº 9, em lá maior, op. 47, de Ludwig van Beethoven (1770-1827) foi inicialmente dedicada a George Augustus Polgreen Bridgetower (1779-1860), um violinista mulato da Polónia e que depois, como relata a tradição, por uma fútil questiúncula amorosa, acabou por ser presenteada a Rodolphe Kreutzer (1766-1831), um violinista francês que tinha visitado Viena em 1798 e que Beethoven o descreveu como um "querido e afável companheiro que durante sua permanência em Viena me proporcionou muito prazer" (Carta 99).
Quais as origens históricas desta sonata? Em 1790, Bridgetower emigrou para Londres e depois, em 1802, começou por visitar a Europa continental numa ‘tournée’ de concertos para mostrar o seu virtuosismo violinístico e ganhar assim algum dinheiro. Chegou a Viena no início de Abril de 1803. O príncipe Karl Lichnowsky (1756-1814), aristocrata da corte de Viena (Áustria), amigo e mecenas de Beethoven, já desde 1792, apresentou-o ao compositor e este, entre 1802-1803, compôs para Bridgetower uma sonata para violino e piano, cuja data da estreia foi anunciada para o dia 22 de maio de 1803. Por fim, talvez porque a sonata ainda não estivesse pronta, o certo é que o recital só ocorreu passados dois dias, isto é, no dia 24. Uma partitura autógrafa fragmentária da obra intitula-a de «Sonata Mulattica» precisamente porque Bridgetower era mulato. Segundo uma tradição, Beethoven e Bridgetower tiveram uma forte discussão sobre o aspecto duma mulher... Beethoven, furioso, desiste da sua oferta que tinha feito, não a catalogando por sonata «Bridgetower», mas, sim, de «Kreutzer», porque acaba por a dedicar a um já seu grande amigo, Rodolphe Kreutzer (1766-1831), um outro violinista, embora francês.
Em 1889, Liev Tolstói (1828-1910), escritor russo, publicou, em 28 capítulos, uma história curta intitulada «A Sonata Kreutzer», cujo tema principal é a reafirmação dos valores do espírito perante um desregrado fluir das paixões e dos sentidos.
O filme «Immortal Beloved» («A Amada Imortal»), de 1994, que versa mormente a vida amorosa de Ludwig van Beethoven, mostra claramente, no diálogo entre Beethoven (Gary Oldman) e Anton Felix Schindler (Jeroen Krabbé) – em cuja cena está estampado o capítulo 23 dessa obra de Tolstói – que nesta sonata está latente, na mente do compositor de Bona, a ideia musical de um amante tentar alcançar a sua amada, não obstante a chuva, a trovoada e a lama da carruagem impedirem o seu propósito. Mas ao certo não existem fontes históricas fidedignas a comprovar esta simples conjectura literária.